# Октоберфест (филм из 1987)
Октоберфест је југословенски драмски филм из 1987. године, снимљен у режији Драгана Кресоје.
Социјална драма темељена на истоименој новели Бранка Димитријевића.

## Радња
Момак са незапосленим друговима обилази састајалишта градске омладине живећи у социјалној изолованости. Притиснут подметнутим грехом из прошлости када му је одузет пасош, он машта о одласку на Октоберфест, минхенски фестивал пива. У трагању за новим животом, колеге се разилазе, а он пролази мучан пут искушења који га доводи у затвор. Трачак наде указује се када му врате пасош.

## Улоге
| Глумац                     | Улога           |
| -------------------------- | --------------- |
| Светислав Гонцић           | Лука            |
| Зоран Цвијановић           | Бане            |
| Жарко Лаушевић             | Скоби           |
| Владислава Милосављевић    | Јасна           |
| Велимир Бата Живојиновић   | Скоблар         |
| Жељка Цвјетан              | Светлана        |
| Горан Радаковић            | Дуле            |
| Татјана Пујин              | мала Ирена      |
| Ђурђија Цветић             | Скобларова жена |
| Ружица Сокић               | Лулетова мајка  |
| Петар Краљ                 | Лулетов отац    |
| Богдан Диклић              | Вања            |
| Весна Тривалић             | Буца            |
| Бранислав Лечић            | Лепи            |
| Срђан Тодоровић            | Горан           |
| Миливоје Томић             |                 |
| Драгољуб Гула Милосављевић |                 |
| Ивана Михић                |                 |
| Милан Плештина             |                 |
| Младен Андрејевић          |                 |
| Ратко Танкосић             | затвореник      |
| Небојша Бакочевић          |                 |
| Горјана Јањић              |                 |
| Мирјана Каузларић          |                 |
| Весна Пашић                |                 |
| Љубомир Ћипранић           | кондуктер       |
| Елизабета Ђоревска         |                 |
| Милутин Караџић            |                 |
| Душан Тадић                |                 |
| Страхиња Мојић             |                 |
| Растислава Гачић           |                 |
| Бата Аврамов               |                 |
| Бранко Петковић            |                 |
| Мирко Сирковић             |                 |
| Дуња Чинче                 |                 |
| Зоран Томић                |                 |
| Зоран Стефановић           |                 |
| Славољуб Милосављевић      |                 |
| Драган Симић               |                 |